# Kenneth Pitzer
Kenneth Sanborn Pitzer (6.1.1914 – 26.12.1997) là nhà hóa học lý thuyết và nhà giáo dục người Mỹ, đã đoạt Huy chương Priestley và giải Willard Gibbs.

## Cuộc đời và Sự nghiệp
Pitzer đậu bằng cử nhân khoa học ở Học viện Công nghệ California năm 1935 và bằng tiến sĩ ở Đại học California tại Berkeley năm 1937. Sau đó ông được bổ nhiệm vào ban giảng huấn ở Phân khoa Hóa học Đại học California tại Berkeley rồi được nâng lên chức giáo sư. Từ năm 1951 tới năm 1960, ông làm chủ nhiệm khoa ở Trường Hóa học Đại học California tại Berkeley.
Ông nổi tiếng về công trình nghiên cứu các đặc tính nhiệt động lực của các phân tử,
Ông làm giám đốc phụ trách nghiên cứu của Ủy ban nguyên tử năng Hoa Kỳ từ năm 1949 tới 1951 và là viện sĩ Viện Hàn lâm Khoa học Hoa Kỳ.. Ông làm chủ tịch thứ ba của Đại học Rice từ năm 1961 tới 1968 và làm chủ tịch thứ sáu của Đại học Stanford từ 1969 tới 1971, rồi trở lại Đại học California tại Berkeley.
Ông nghỉ hưu năm 1984, nhưng vẫn tiếp tục nghiên cứu cho tới khi qua đời.
Kenneth Pitzer là người khai lời chứng chủ yếu chống lại Robert Oppenheimer trong phiên tòa xử Oppenheimer, do đó ông bị cách chức khỏi Ủy ban nguyên tử năng và thu hồi giấy phép an ninh.

## Gia đình
Cha ông - Russell K. Pitzer - là người sáng lập Pitzer College, một trong 7 Claremont College ở California. Con trai ông - Russell M. Pitzer - cũng là nhà hóa học nổi tiếng hiện đang giảng dạy ở Đại học bang Ohio.

## Giải thưởng
- Huy chương Priestley năm 1969
- Giải Willard Gibbs năm 1976
- Huy chương Khoa học quốc gia (Hoa Kỳ)